# Сойга (Ленский район)
Сойга — поселок в Ленском районе Архангельской области. Входит в состав Сойгинского сельского поселения.

## География
Находится в юго-восточной части Архангельской области на расстоянии приблизительно 76 км на юго-запад по прямой от административного центра района села Яренск на правом берегу Вычегды.

## История
Отмечался уже только в 1969 году как поселок Сойгинского сельсовета.

## Население
Численность населения: 515 человек (русские 93 %) в 2002 году, 407 в 2010.